# Muse

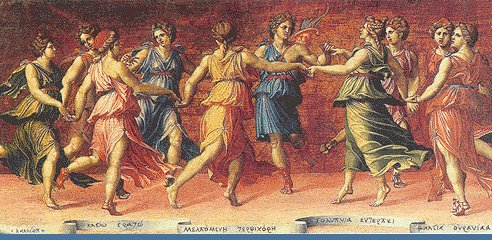
Các Muse nàng thơ khiêu vũ với thần Apollo, do Baldassare Peruzzi

Theo thần thoại Hy Lạp, những vị Muse, thường gọi là Muse thần nàng thơ, tiếng Hy Lạp: οι μούσες, i moúses - có lẽ bắt nguồn từ ngữ căn "men-" trong ngôn ngữ Sơ Âu-Ấn (Proto-Indo-European language) có nghĩa là "suy nghĩ" - gồm mấy nữ thủy thần chị em. Những nữ thủy thần này thường được nhắc đến với những con suối trên núi Helicon và núi Parnasse.
Ngày nay, trong tiếng Anh chẳng hạn, những Muse thần nàng thơ là biểu tượng của ngẫu hứng sáng tác thơ, văn, nhạc, họa, kịch, v.v... Nhưng sự có mặt của Clio, nữ thần sử học, và Urania, nữ thần thiên văn học làm cho cụm từ thông dụng Muse thần nàng thơ không gồm được đủ nghĩa bằng cụm từ Muse (thần thoại) chẳng hạn.

## Các dị bản thần thoại

### Theo Pausanias
Vào buổi đầu, theo nhà văn Pausanias (115 - 180), chỉ có 3 vị Muse là: 
- Aoide (lời ca, giọng hát),
- Melete (sự tập trung tư tưởng) và
- Mneme (trí nhớ).

Ba vị nữ thần này tượng trưng cho 3 điều cần thiết trong nghệ thuật thơ và trong việc thực hành tôn giáo cổ Hy Lạp.

### Theo dân thànhDelphi
Tại Delphi, người ta thờ 3 vị nữ thần Muse là Nētē, Mesē, và Hypatē, cũng là tên 3 sợi dây đàn lyre.

### Theo Cicero
Trong tác phẩm "Bản chất của chư thần" (De la nature des dieux) của nhà hùng biện Cicero (106 TCN - 43 TCN), có 4 vị Muse là:
Thelxinoē, Aoedē, Archē, và Meletē.

### Theo Plato
Theo triết gia Plato (427 TCN - 348 TCN), trong tác phẩm Ion, có cả thảy 9 vị Muse. Plato tuy sống trước Pausanias 5 thế-kỷ, nhưng truyền thuyết ông nhắc đến có sau thuyết của Pausanias, và truyền thuyết này được thông dụng nhất ngày nay.
| Tên thường gọi | Nghĩa gốc                                | Biểu tượng lúc đầu                        | Sau chuyển biến thành         |
| -------------- | ---------------------------------------- | ----------------------------------------- | ----------------------------- |
| Calliope       | Calliopê, "có giọng du dương"            | tài ăn nói hay                            | thiên anh hùng ca (sử thi)    |
| Clio           | Kleio, "người ca tụng"                   | thiên anh hùng ca                         | sử học                        |
| Erato          | Eratô, "người dễ thương"                 | thơ trữ tình, thơ lãng mạn, thơ ngày cưới | nghệ thuật đệm nhạc và hoà âm |
| Euterpe        | Euterpê, "người làm rất hài lòng"        | nhạc khiêu vũ                             | âm nhạc                       |
| Melpomene      | Melpomenê, "ca sĩ"                       | bi kịch diễn ca                           | bi kịch                       |
| Polyhymnia     | Polymnia, "nhiều bài ca (hymn)"          | bài ca tôn giáo, tang lễ                  | thuật hùng biện               |
| Terpsichore    | Terpsichorê, "người nữ vũ công khêu gợi" | khiêu vũ và hát bè                        | múa và khiêu vũ               |
| Thalia         | Thaleia, "nở rộ, dồi dào"                | hài kịch cổ Hy Lạp                        | hài kịch                      |
| Urania         | Ourania, "thiên nữ"                      | chiêm tinh học                            | thiên văn học                 |

Calliope là chị cả và là trưởng nhóm của các nữ thần Muse. Các truyền thuyết cũng rất phong phú về lai lịch của các vị thần này: có khi thì là các con của thần Zeus và Mnemosyne (nữ thần của trí nhớ), có khi thì là của nữ thần Harmonia (con gái của thần Ares và nữ thần Aphrodite), có khi thì là của Pierus (gọi là 7 chị em Pierides).

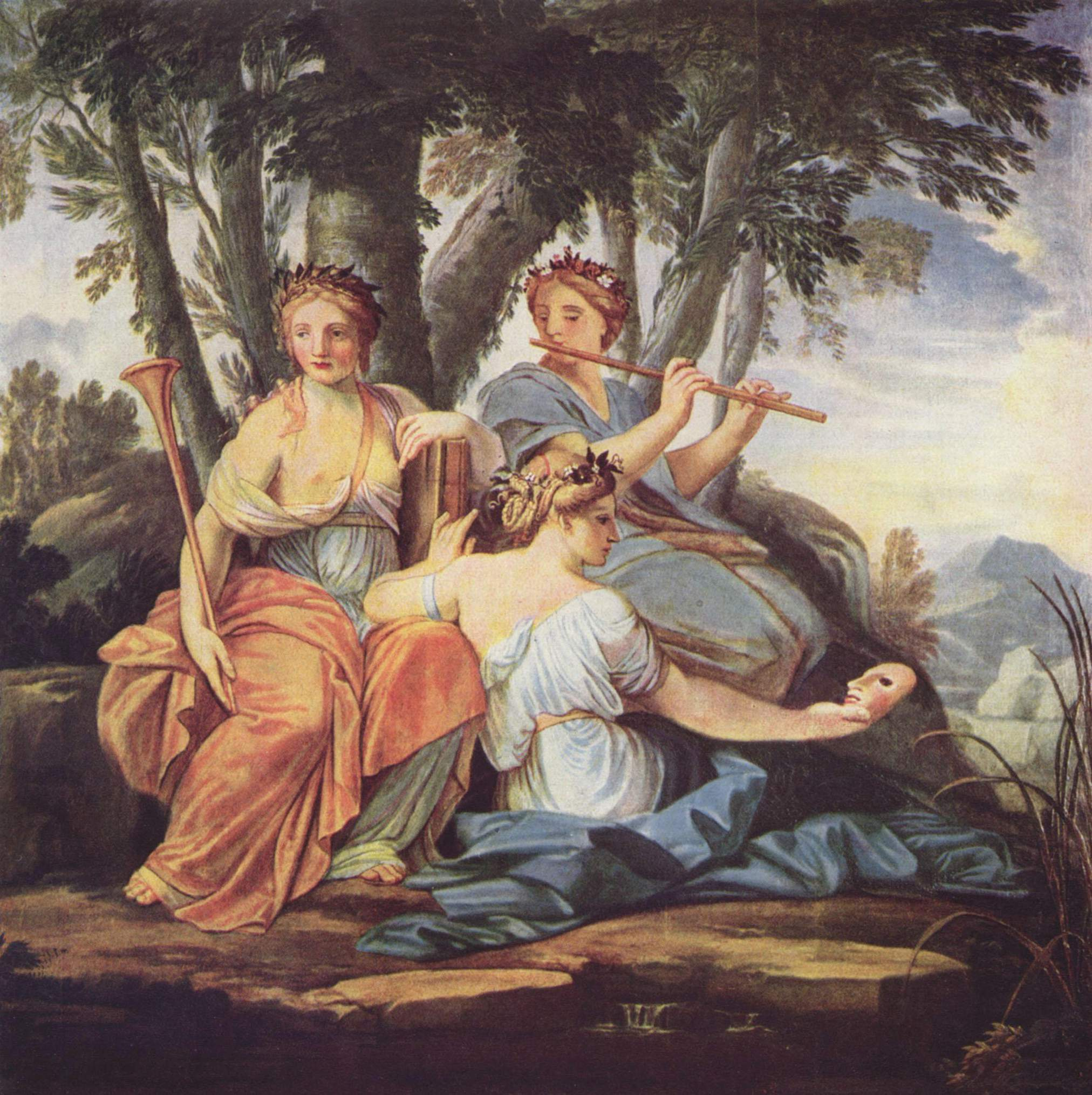
Các nữ thần Muse Clio, Euterpe và Thalia, do Eustache Le Sueur

Các nữ thần Muse làm trọng tài cho cuộc thi tài giữa thần Apollo và Marsyas. Họ cũng góp nhặt những mảnh của thi hài của thần Orpheus để chôn cất.

## Tham khảo

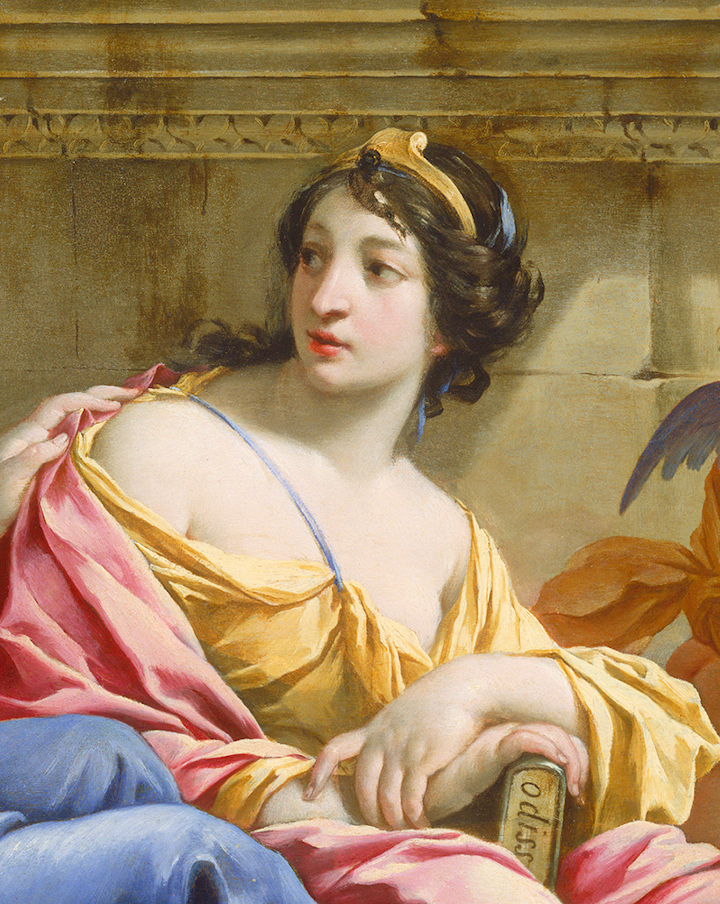
Calliope
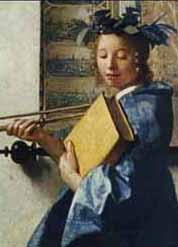
Clio
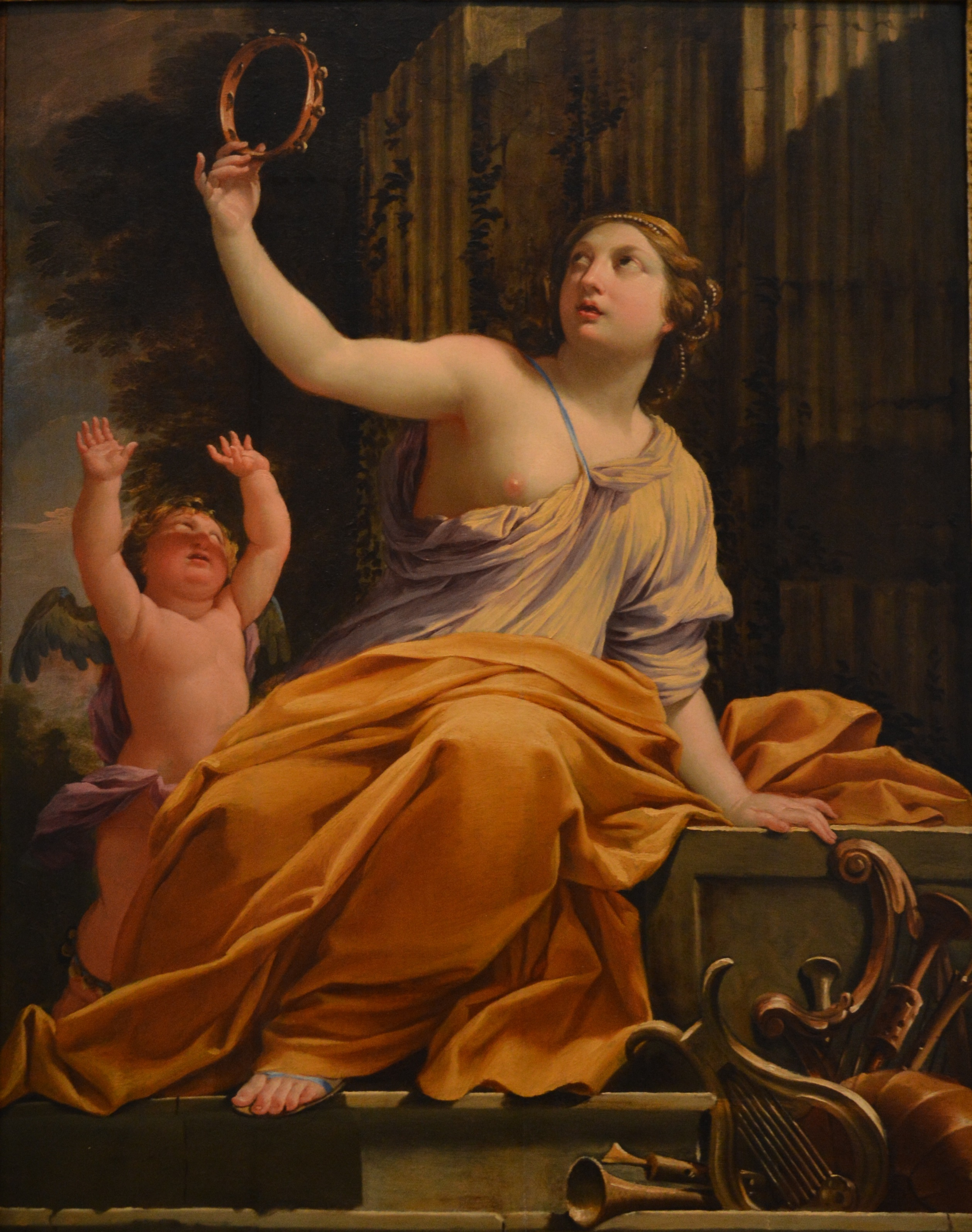
Erato
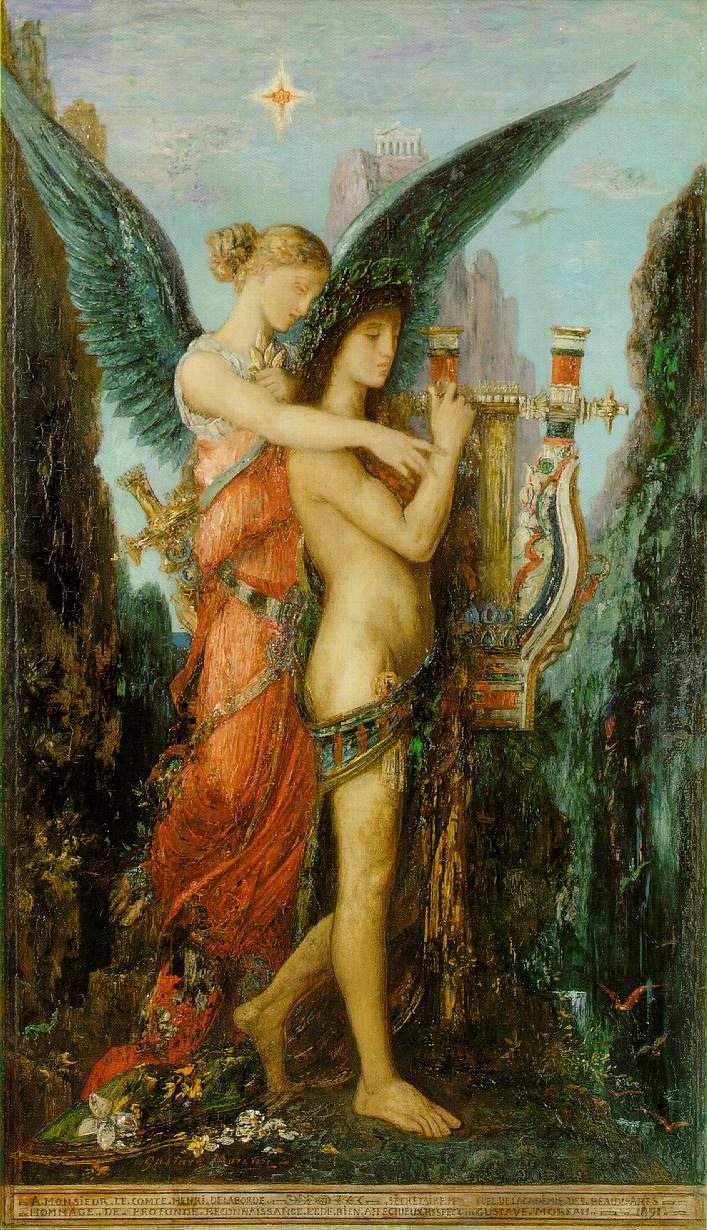
Melpomene
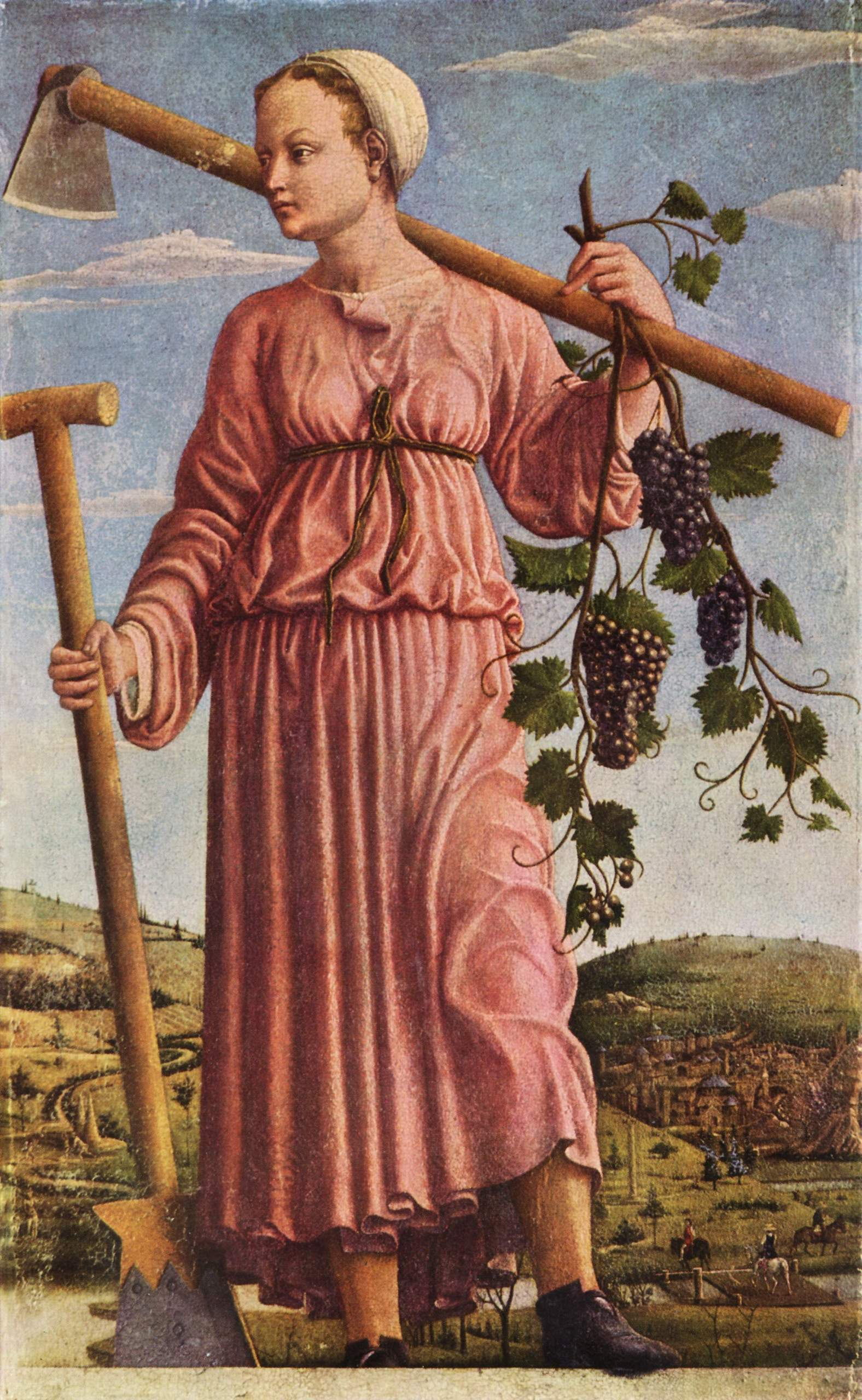
Polyhymnia
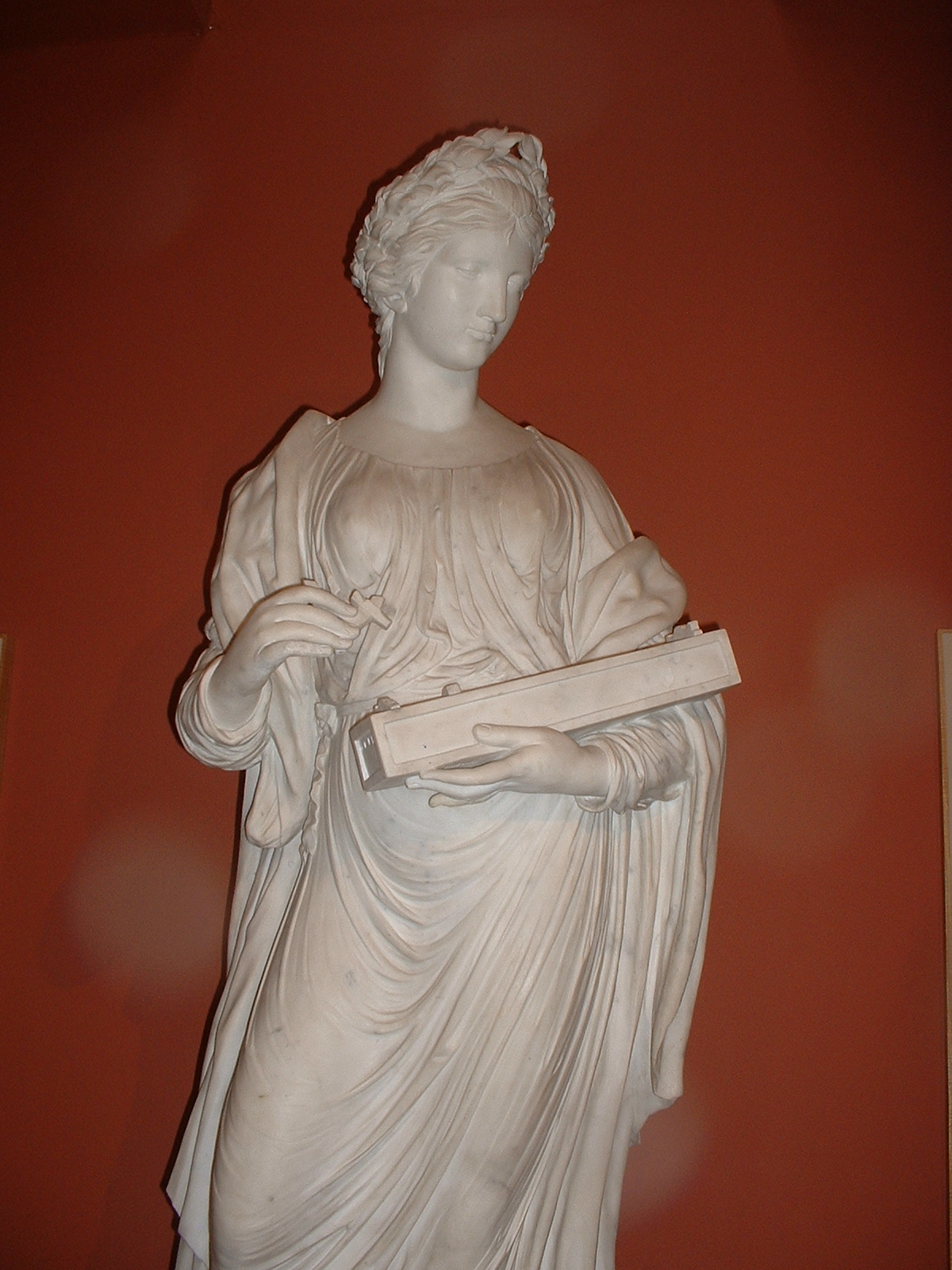
Terpsichore
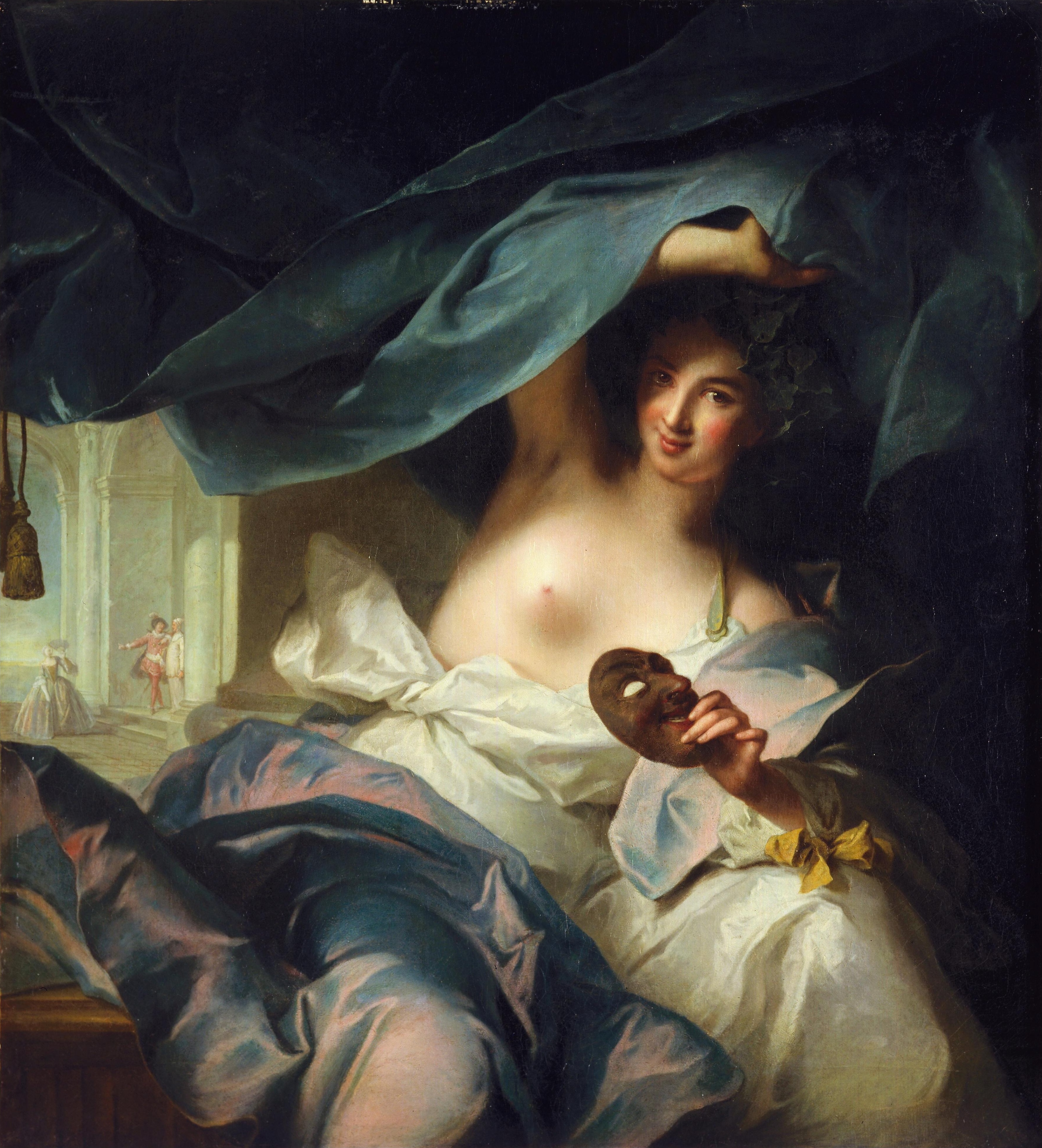
Thalia
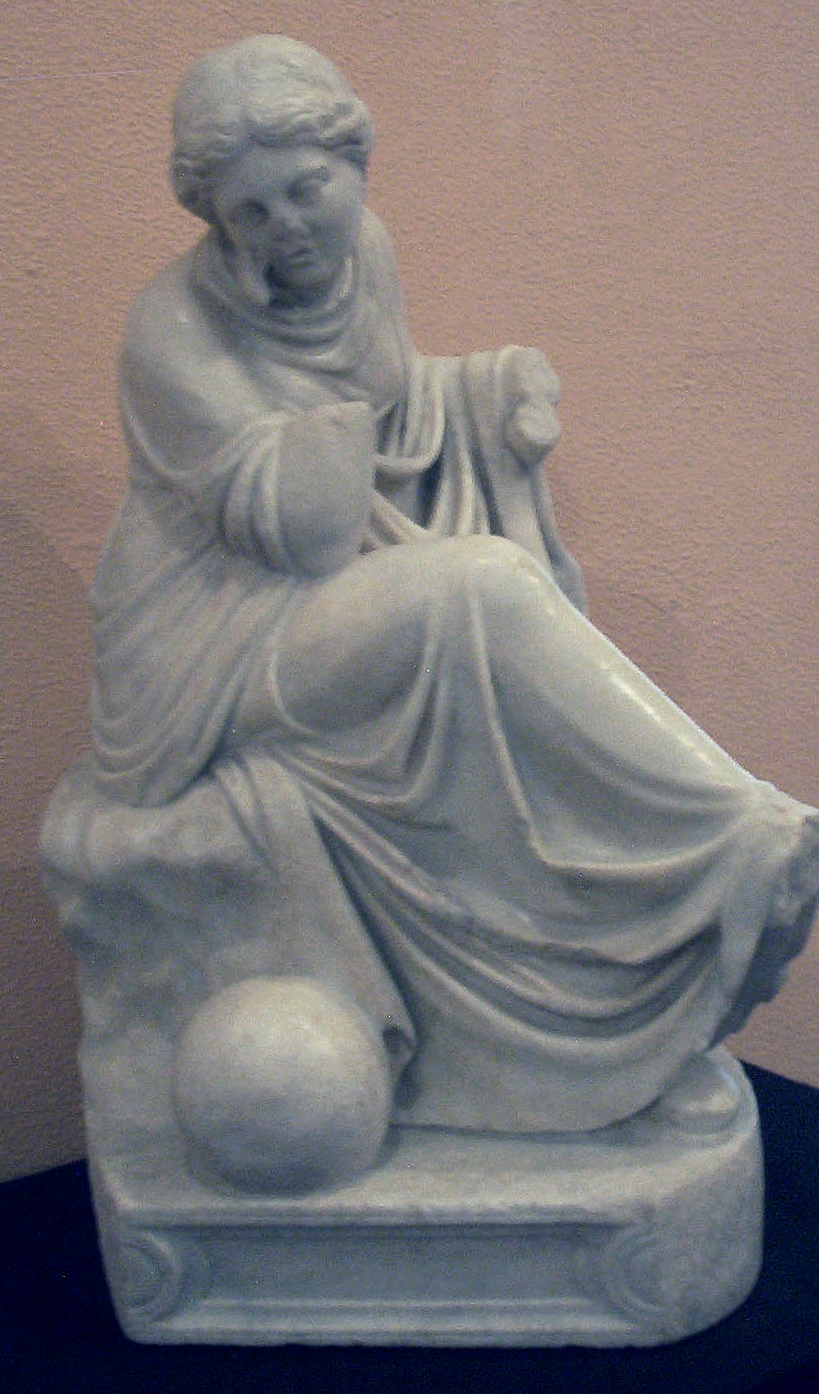
Urania